# Pultenaea boormanii
Pultenaea boormanii är en ärtväxtart som beskrevs av Herbert Bennett Williamson. Pultenaea boormanii ingår i släktet Pultenaea och familjen ärtväxter. Inga underarter finns listade i Catalogue of Life.